# Elmer City
Elmer City az Amerikai Egyesült Államok északnyugati részén, Washington állam Okanogan megyéjében elhelyezkedő város. A 2010. évi népszámlálási adatok alapján 238 lakosa van.

## Története

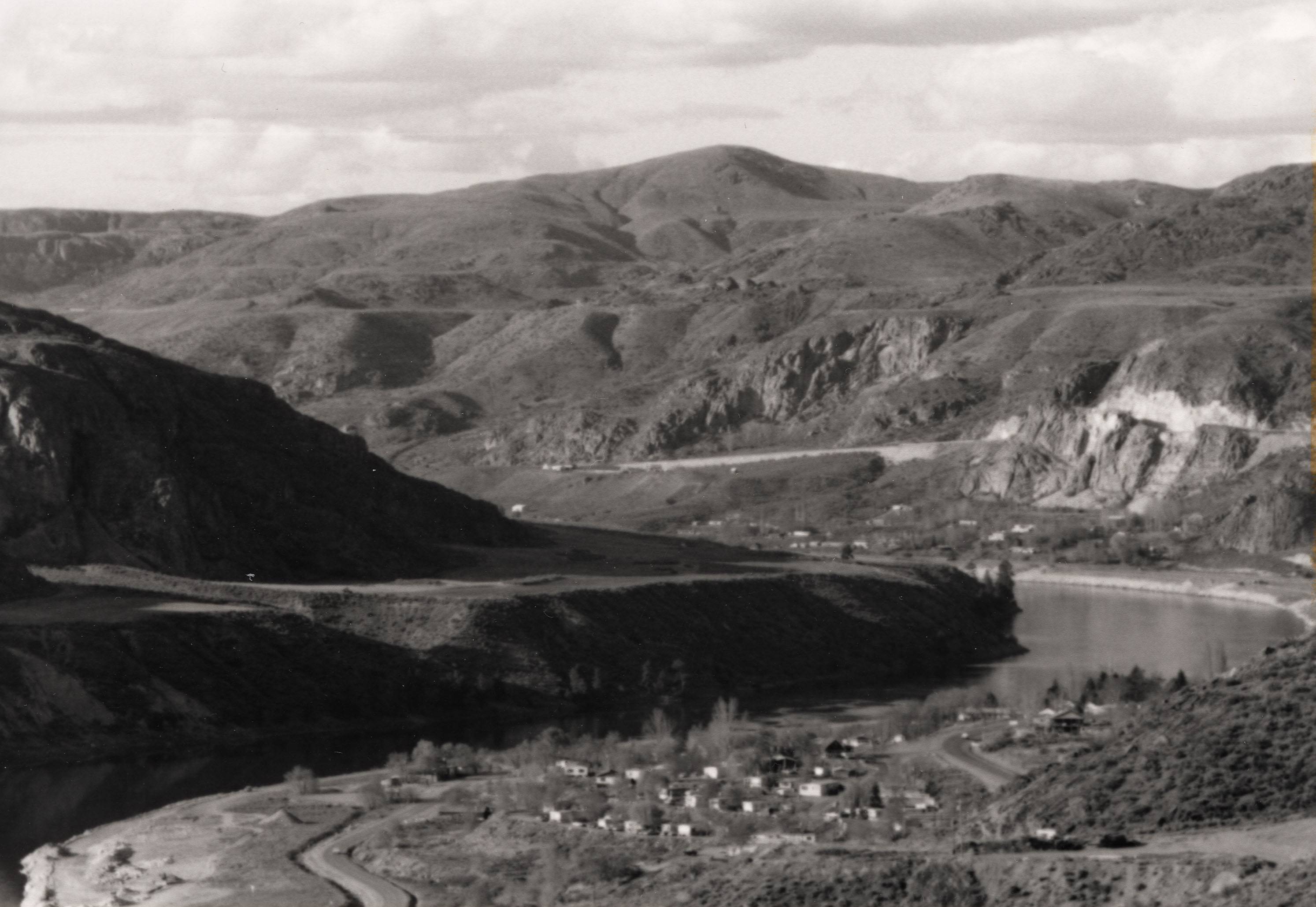
Elmer City, 1945 körül

Az 1947. április 17-én városi rangot kapó település a Colville rezervátum területén található.

## Éghajlat
| Hónap                         | Jan.  | Feb.  | Már.  | Ápr. | Máj. | Jún. | Júl. | Aug. | Szep. | Okt.  | Nov.  | Dec.  | Év    |
| ----------------------------- | ----- | ----- | ----- | ---- | ---- | ---- | ---- | ---- | ----- | ----- | ----- | ----- | ----- |
| Rekord max. hőmérséklet (°C)  | 16,1  | 16,1  | 22,8  | 32,8 | 37,8 | 41,1 | 45,0 | 43,3 | 40,0  | 32,2  | 20,6  | 14,4  | 45,0  |
| Átlagos max. hőmérséklet (°C) | 0,6   | 4,4   | 11,1  | 16,1 | 21,1 | 25,6 | 30,6 | 30,6 | 25,0  | 16,1  | 6,1   | 0,0   | 15,7  |
| Átlagos min. hőmérséklet (°C) | −5,0  | −3,9  | −0,6  | 2,8  | 7,2  | 10,6 | 14,4 | 13,9 | 9,4   | 3,9   | −1,1  | −5,6  | 3,9   |
| Rekord min. hőmérséklet (°C)  | −27,2 | −26,1 | −18,0 | −6,7 | −6,1 | 2,2  | 2,8  | 0,0  | −15,0 | −13,9 | −23,3 | −26,7 | −27,2 |
| Átl. csapadékmennyiség (mm)   | 27    | 25    | 23    | 22   | 29   | 27   | 16   | 7    | 11    | 17    | 33    | 37    | 274   |
| Forrás: The Weather Channel   |       |       |       |      |      |      |      |      |       |       |       |       |       |

## Népesség
A 2010-es népszámláláskor a városnak 238 lakója, 99 háztartása és 64 családja volt. A népsűrűség 383,9 fő/km2. A lakóegységek száma 112, sűrűségük 180,7 db/km2. A lakosok 47,9%-a fehér, 0,8%-a afroamerikai, 28,6%-a indián, 2,1%-a ázsiai,  2,1%-a egyéb, 18,5%-a pedig kettő vagy több etnikumú. A spanyol vagy latino származásúak aránya 3,4% (2,9% mexikói,   0,4% egyéb spanyol vagy latino származású.)
A háztartások 20,2%-ában élt 18 évnél fiatalabb. 44,4% házas, 14,1% egyedülálló nő, 6,1% egyedülálló férfi, 35,4% pedig nem család. 28,3% egyedül élt; 10,2%-uk 65 éves vagy idősebb. Egy háztartásban átlagosan 2,4 személy élt; a családok átlagmérete 2,92 fő.
A medián életkor 47,8 év volt. A város lakóinak 18,5%-a 18 évesnél fiatalabb, 7,1% 18 és 24 év közötti, 18,8%-uk 25 és 44 év közötti, 29,9%-uk 45 és 64 év közötti, 23,1%-uk pedig 65 éves vagy idősebb. A lakosok 48,3%-a férfi, 51,7%-a pedig nő.

## Fordítás
Ez a szócikk részben vagy egészben  az   Elmer City, Washington című angol Wikipédia-szócikk ezen változatának fordításán alapul.  Az eredeti cikk szerkesztőit annak laptörténete sorolja fel. Ez a jelzés csupán a megfogalmazás eredetét és a szerzői jogokat jelzi, nem szolgál a cikkben szereplő információk forrásmegjelöléseként.